# Huanjiang
Der Autonome Kreis Huanjiang der Maonan (chinesisch 环江毛南族自治县, Pinyin Huánjiāng Máonánzú Zìzhìxiàn; Zhuang Vanzgyangh Mauznanzcuz Swciyen) ist ein autonomer Kreis der Maonan im Norden des Autonomen Gebiets Guangxi der Zhuang-Nationalität in der Volksrepublik China. Er gehört zum Verwaltungsgebiet der bezirksfreien Stadt Hechi. Die Fläche beträgt 4.567 Quadratkilometer und die Einwohnerzahl 283.500 (Stand: 2018).